# Teofilo I di Gerusalemme
Teofilo I (X secolo – Gerusalemme, 1020) è stato il patriarca di Gerusalemme tra il 1012 e il 1020.
Teofilo era vescovo di Hibal prima della sua nomina a Patriarca di Gerusalemme da parte di Al Moufarridj Ibn El-Djarrah, governatore della Siria. La nomina avvenne sotto il dominio del califfo fatimide al-Hakim . Al Moufarridj suggerì che la comunità cristiana dovesse ricostruire la Chiesa del Santo Sepolcro. Tuttavia, poco dopo aver dato il suggerimento, Al-Hakim, che, in precedenza, aveva ordinato la precedente distruzione della chiesa, si alterò, dichiarò guerra ad Al Moufarridj e inviò le sue truppe in Siria e Palestina. Al Moufarridj morì presto e suo figlio e il patriarca Teofilo si rifugiarono in clandestinità. Nel 1013, dopo l'insediamento di un nuovo governatore amichevole, Teofilo tornò e rimase a Gerusalemme fino alla sua morte nel 1020.